# Greta Garbo
Greta Lovisa Garbo, ursprungligen Gustafsson, född 18 september 1905 i Katarina församling i Stockholm, död 15 april 1990 i New York, USA, var en svensk-amerikansk skådespelerska. Hon var en av de största filmstjärnorna under 1920- och 1930-talen. Garbo har bland annat blivit rankad som den femte största Hollywoodskådespelerskan genom tiderna av Amerikanska filminstitutet.
Greta Garbo var även känd för sin skygghet gentemot allmänheten, något som höll i sig ända fram till hennes död. Efter att hennes karriär tagit ordentlig fart gav hon aldrig några intervjuer eller skrev några autografer. Hon svarade aldrig på beundrarbrev, och hon gick aldrig på några filmpremiärer.

## Biografi

### Barndom
Garbo var dotter till renhållningsarbetaren Karl Alfred Gustafsson och hans hustru Anna Lovisa Johansson. Föräldrarna flyttade från Småland till Stockholm vid sekelskiftet 1900. Hon hade två äldre syskon: Sven och Alva. Systern avled 22 år gammal. Fadern dog i
spanska sjukan när Greta var 14 år. Föräldrarna och systern Alva är gravsatta på Skogskyrkogården i grav 19-00056. Brodern emigrerade till Amerika där han avled 1967. Under Garbos uppväxt bodde familjen i en lägenhet på ett rum och kök på Blekingegatan 32 i Stockholm. Hennes mor arbetade ibland extra som sömmerska. Hon emigrerade så småningom också till Amerika, och avled där 1944.
Greta gick på Katarina södra folkskola på Södermalm och gick ut som 14-åring 1919 med goda betyg. Hon konfirmerades 1920 i Katarina kyrka.

### Första filmrollerna

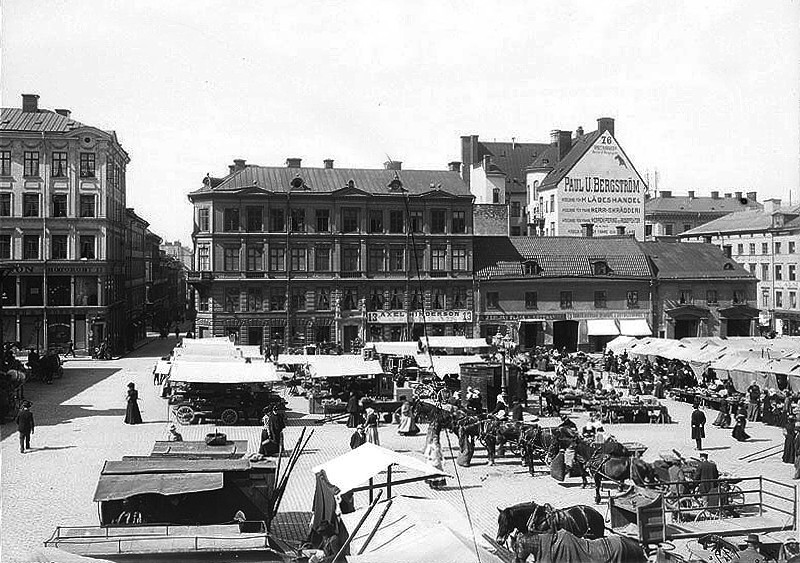
PUB:s första varuhus i Stockholm mot Kungsgatan där Greta Garbo arbetade som butiksbiträde och fotomodell under tidigt 1920-tal. (Huset med texten Paul U. Bergström på husgaveln).

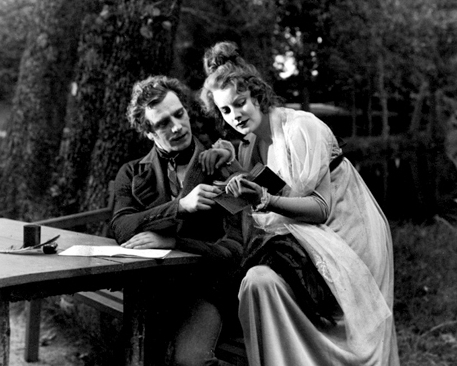
Lars Hanson och Greta Garbo i Gösta Berlings saga från 1924.

Då Garbo var 14 år fick hon arbete i Ekengrens frisersalong på Götgatan på Södermalm i Stockholm. Kristian Bergström var kund där och erbjöd henne arbete på varuhuset PUB ägt av hans far Paul U. Bergström. Hon började som butiksbiträde på PUB:s hattavdelning i juli 1920 där hon så småningom även kom att arbeta som fotomodell för olika annonser. Hennes första filmroll var i en kort reklamfilm för varuhuset PUB med titeln Herrskap i Stockholm ute på inköp (premiär 12 december 1920). Hon hade sin första roll i en spelfilm, en mindre roll som jungfru, i filmen En lyckoriddare (1921). En lite större biroll fick hon i farsen Luffar-Petter (1922). För att kunna medverka i filmen och även senare börja på Dramatens elevskola, slutade hon sin anställning på PUB 22 juli 1922.

### Dramatens elevskola och upptäckten av Garbo

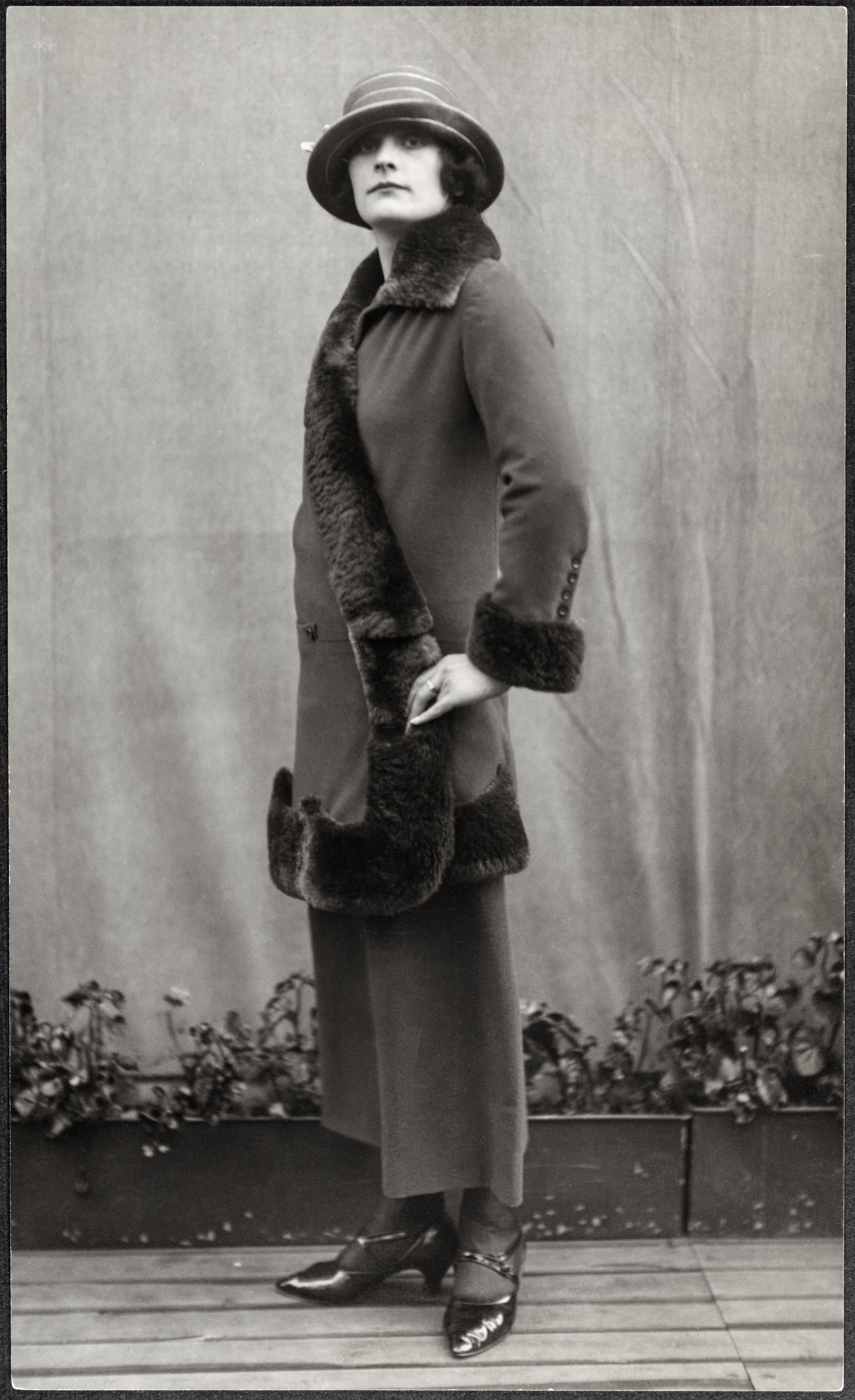
Greta Garbo mannekängar för NK:s Franska damskrädderi hösten 1923.

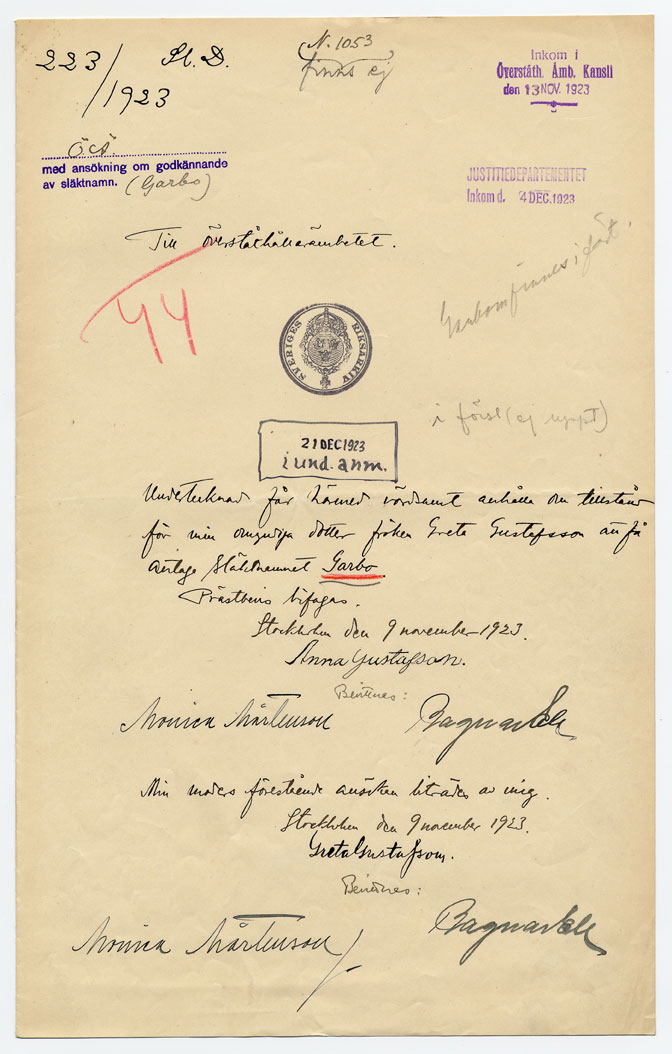
Godkänd ansökan från Gretas mor, Anna Lovisa Gustafsson, att låta Greta byta efternamn till Garbo.

Från 1922 till 1924 studerade Garbo vid Dramatens elevskola i Stockholm och bland elevkamraterna fanns Mimi Pollak, Vera Schmiterlöw, Nils Asther och den blivande regissören Alf Sjöberg. Garbo debuterade på Dramaten i april 1923 som Fru von Brandt i Richard Kesslers pjäs Sköldpaddskammen. Garbo spelade under sina två år vid nationalscenen i uppsättningar med 1800-tals skådespelare som Nils Personne, August Lindberg och Julia Håkansson och det tidiga nittonhundratalets mest berömda aktörer som Harriet Bosse, Jessie Wessel, Anders de Wahl, Maria Schildknecht, Ivar Kåge, Gabriel Alw och Märta Ekström. Hennes sista roll på Dramaten var Mariette i Jules Romains Knock på senhösten 1924.
Hösten 1923 anlitades Garbo som klädmodell för NK:s Franska damskrädderi. Hon visade bland annat plagg av Premet, Renée och Drecoll och fick 50 kronor i arvode.
Vid midsommartid 1924 blev hon bekant med Ivar Kreuger i samband med ett besök i Stockholm av Mary Pickford och Douglas Fairbanks, anordnat av Svensk Filmindustri och Charles Magnusson, då Kreuger bjöd hela sällskapet på en skärgårdstur i sin båt Loris. Filmregissören Mauritz Stiller, anses vara den som "upptäckte" Garbo. Han blev tipsad om henne av sin kamrat Gustaf Molander som var chef på Dramatens elevskola vid tiden. Stiller gav henne en roll i sin film Gösta Berlings saga (1924).
Manusförfattaren Arthur Nordén sägs vara den som har lett Greta Gustafsson till att byta namn till Garbo, vid en tilltänkt filmproduktion med Stiller där hon skulle ha fått huvudrollen. Garbo är en förvrängning av namnet på Gustav II Adolfs svåger Gábor Bethlen, och vilken Nordén ofta talat om i sin historieundervisning på folkhögskolan Hvilan 1915-1918, innan han blev manusförfattare åt Stiller. 4 december 1923 godkändes namnbytet från Greta Gustafsson till Greta Garbo av Överståthållarämbetet i Stockholm, då motiverat som skulle ha varit ett släktnamn.

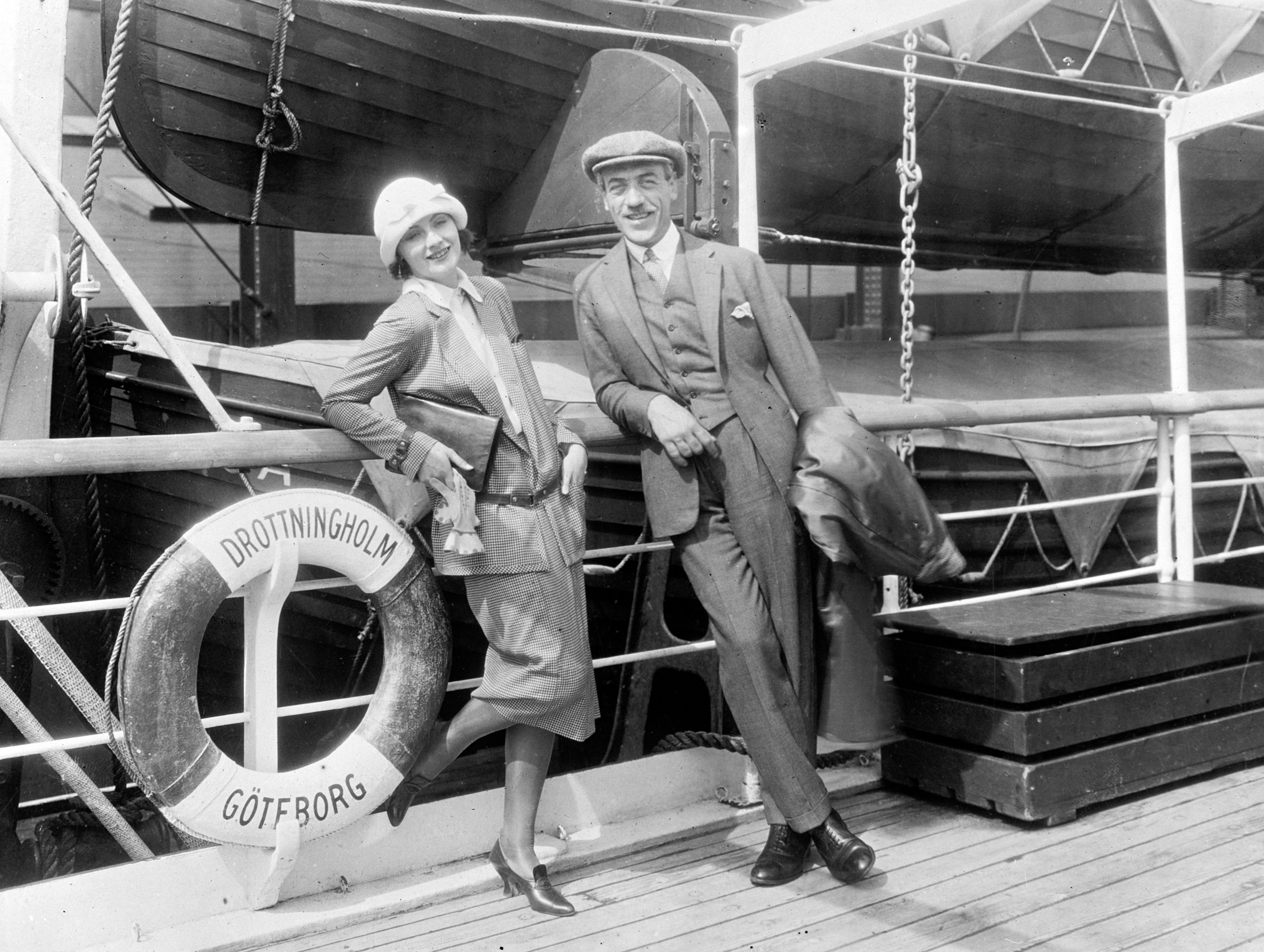
Greta Garbo och Mauritz Stiller ombord på ångfartyget på sin väg till USA 1925.

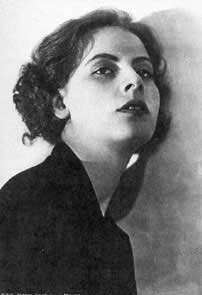
Greta Garbo 1925 från Den glädjelösa gatan

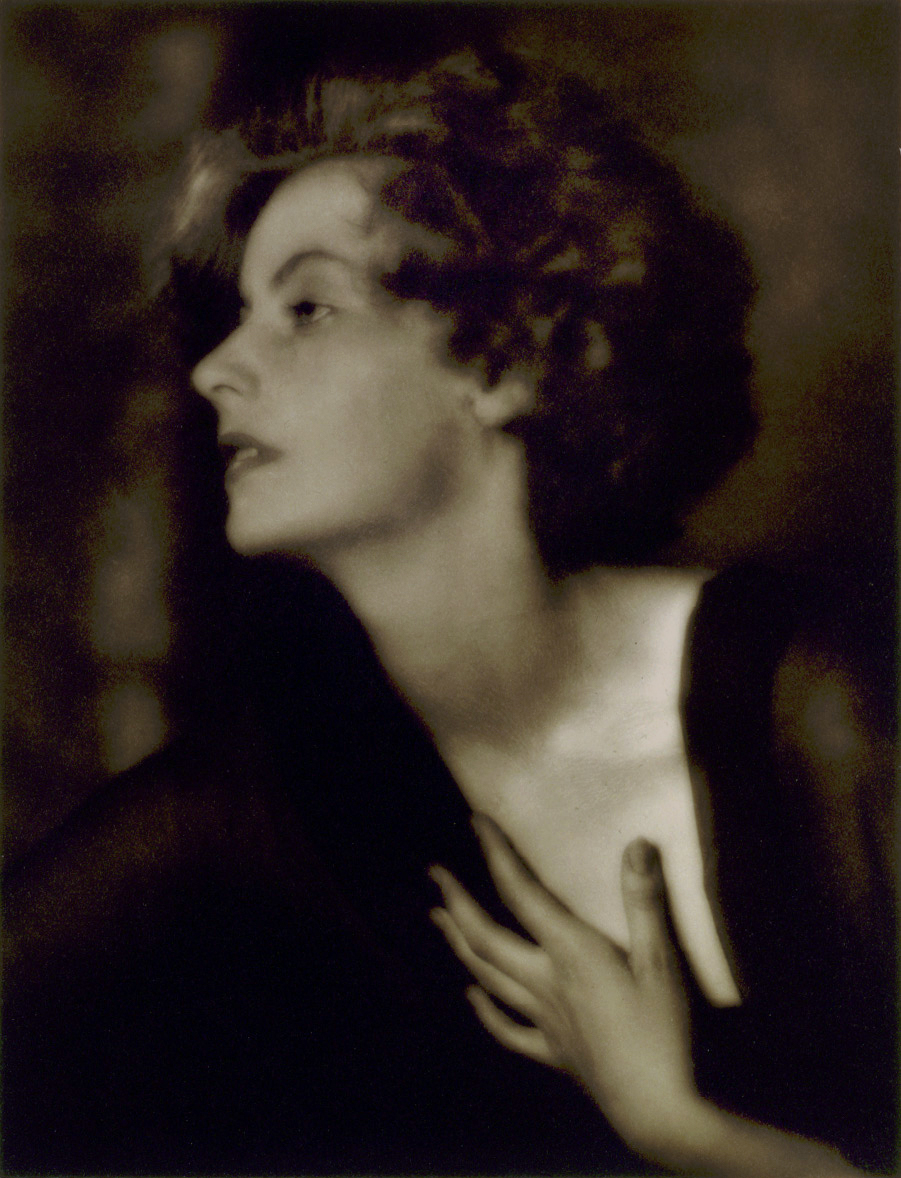
Greta Garbo 1925.

Gösta Berlings saga blev en kommersiell succé i Tyskland vilket ledde till att Stiller och Garbo fick flera anbud att göra film där. Tillsammans arbetade de på ett filmprojekt med namnet Die Odaliske von Smolny som dock aldrig fullföljdes. Året efter fick Greta Garbo en av huvudrollerna i Georg Wilhelm Pabsts omtalade stumfilm Den glädjelösa gatan (Die freudlose Gasse) (1925).

### Till Amerika

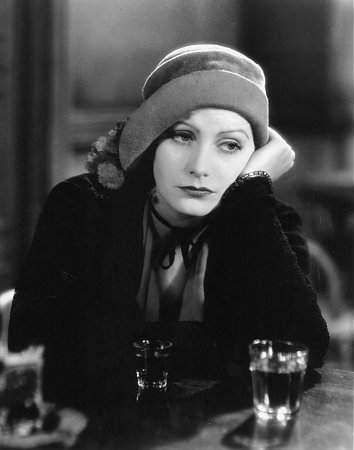
Greta Garbo i sin ljudfilmsdebut Anna Christie (1930).

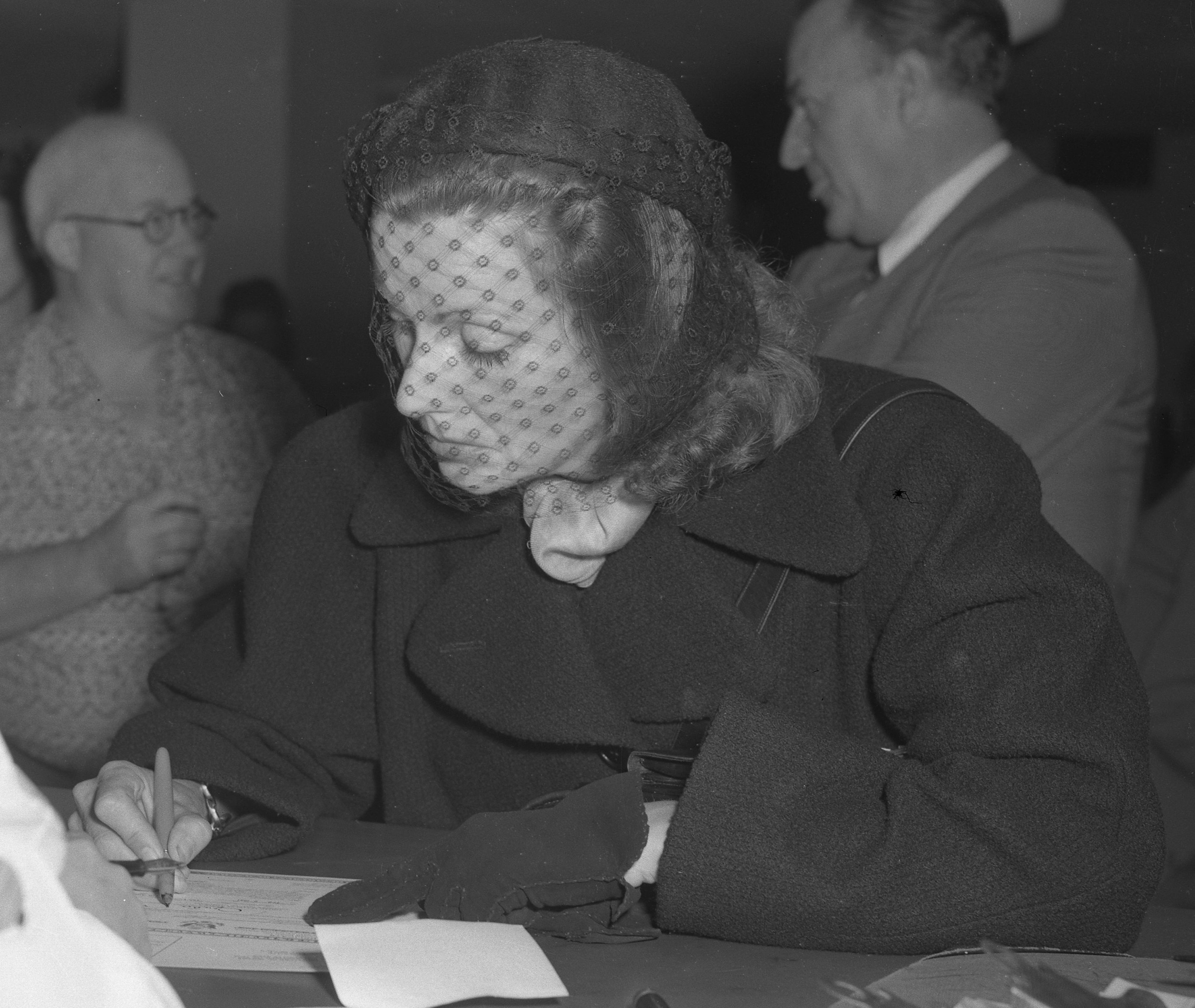
Greta Garbo fyller i ansökan om amerikanskt medborgarskap, 1950.

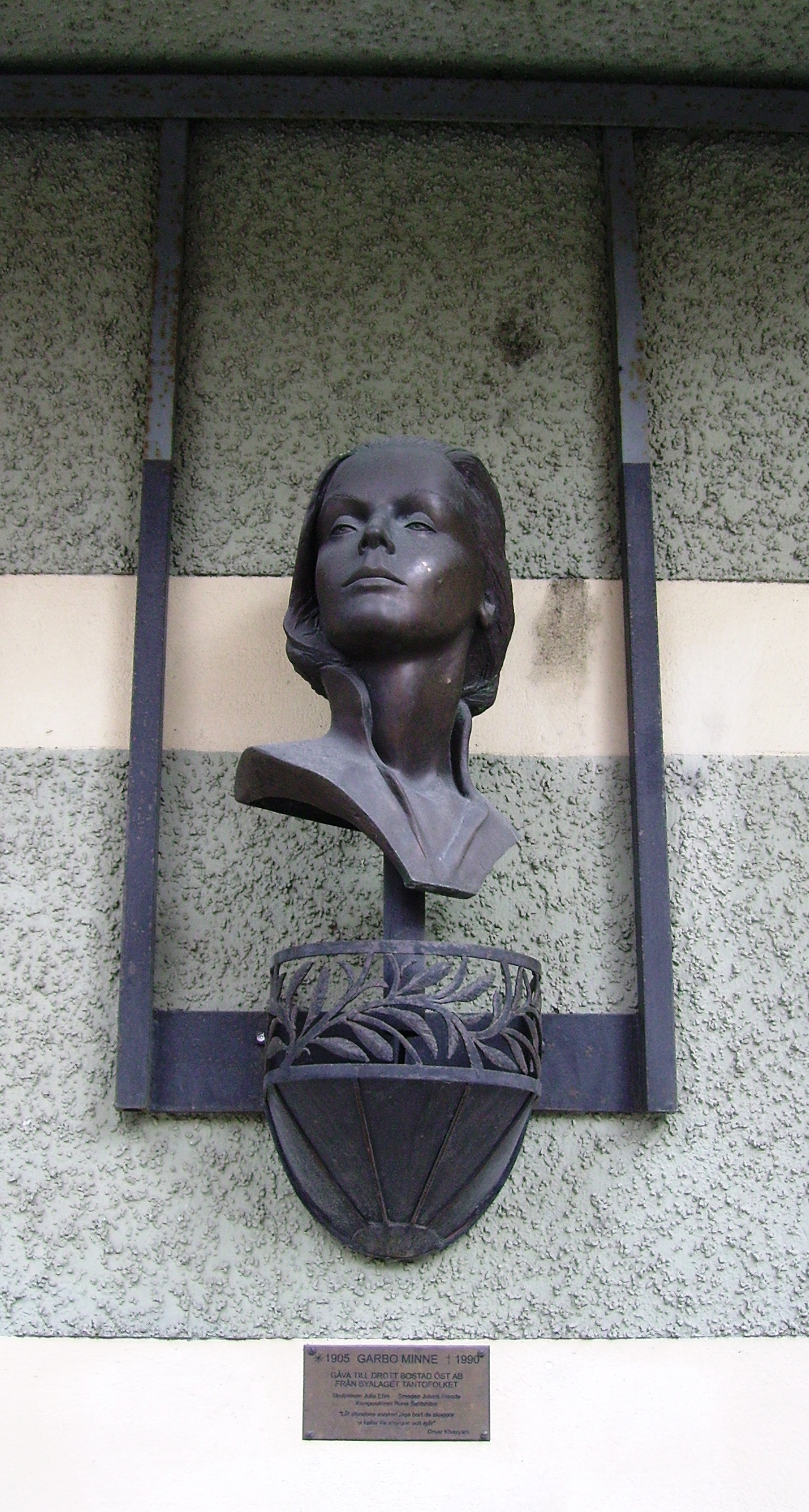
Minnesstaty vid Greta Garbos barndomshem på Södermalm.

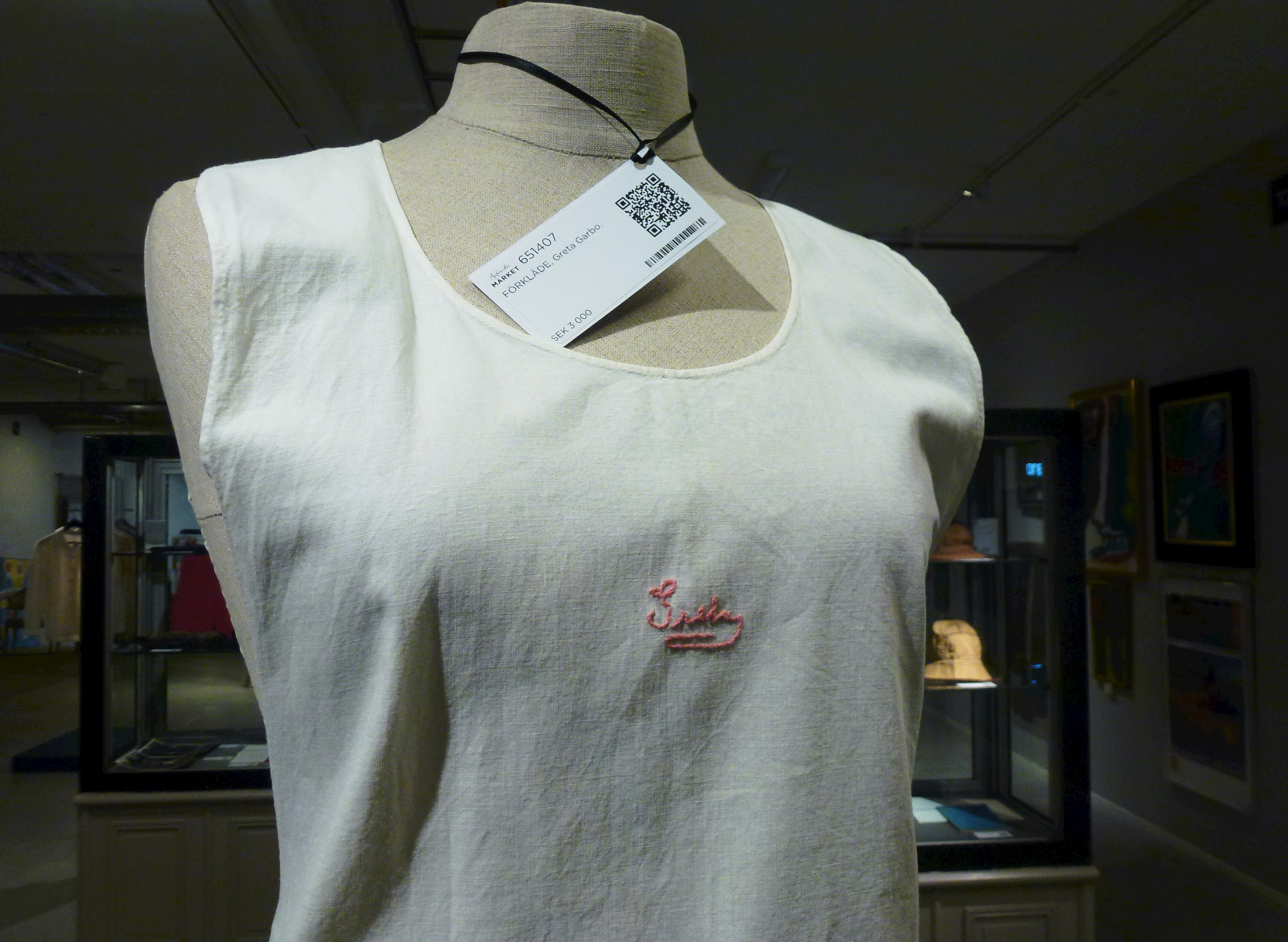
Garbos förkläde på auktion, 2015.

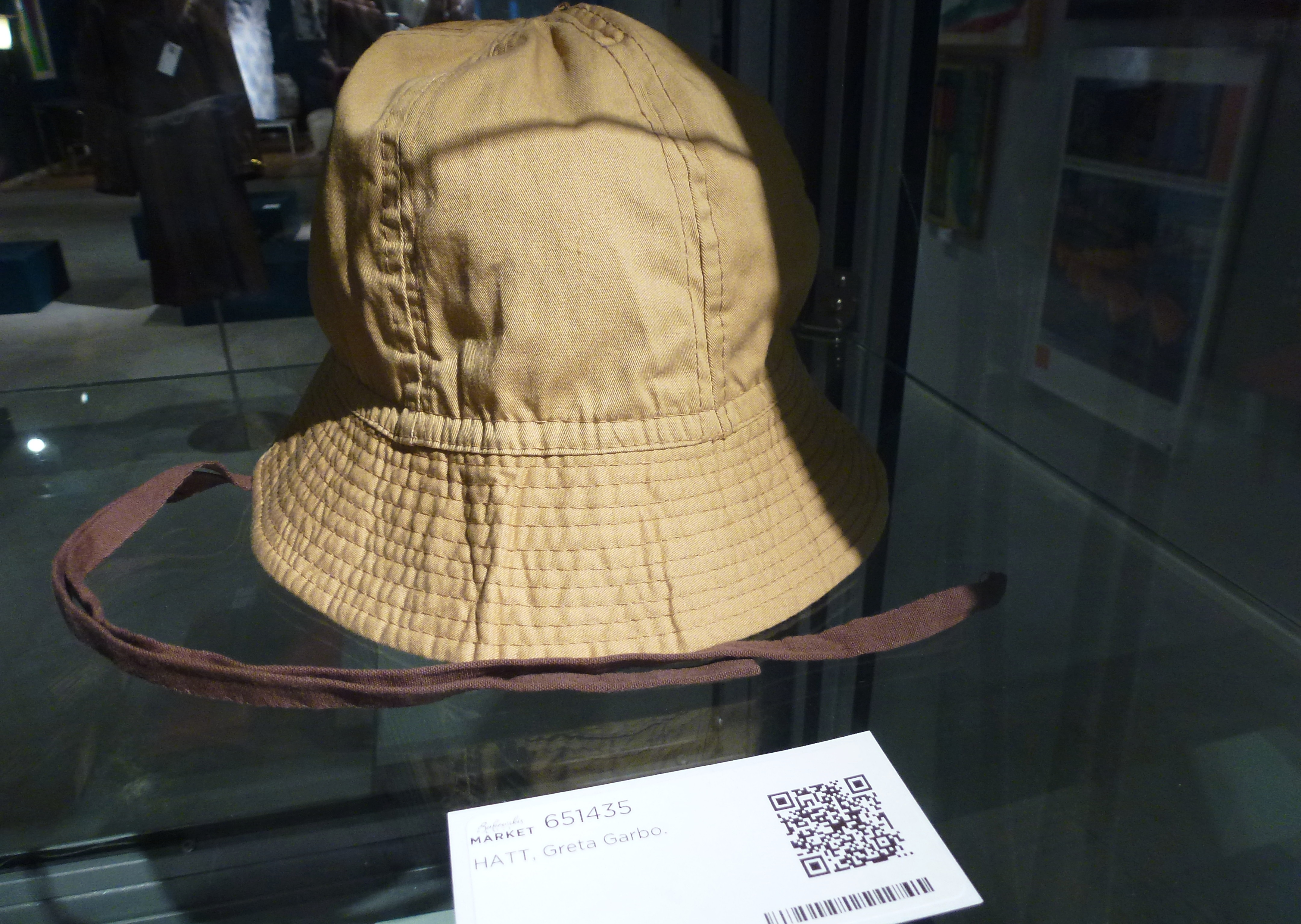
Garbos hatt på auktion, 2015.

År 1925 blev Mauritz Stiller och Greta Garbo inbjudna till Hollywood av Louis B. Mayer, grundaren av filmbolaget Metro-Goldwyn-Mayer (MGM). Louis Mayer hade blivit imponerad av både Stillers arbete som regissör, men framför allt av Garbos prestationer i stumfilmen Gösta Berlings saga, som han hade sett i Berlin. I takt med att Garbo blev mer känd avtog av någon anledning vänskapen mellan Garbo och Stiller. Det var från början tänkt att Stiller skulle regissera filmen Fresterskan (1926), där Garbo hade huvudrollen. En bit in i filmandet avskedades dock Stiller som regissör för filmen, och han ersattes av Fred Niblo. När Stiller avskedats från MGM 1928 återvände han till Sverige och avled på grund av sjukdom en kort tid därefter.

### Livet i Hollywood
Till Garbos viktigaste insatser inom stumfilmen hör Virveln (1926), Åtrå (1927) och Anna Karenina (1927). I de två senare spelade hon mot John Gilbert, med vilken hon inledde en mycket uppmärksammad romans. Första filmen där man kunde höra hennes röst var i Anna Christie (1930). Filmen som marknadsfördes med frasen Garbo talar blev en enorm succé.
Om något gick emot Garbos åsikter under en filminspelning kunde hon ibland utbrista "jag tror jag åker tillbaka till Sverige", vilket skrämde upp filmproducenterna, och hon fick med tiden alltmer att säga till om under inspelningarna. Allmänheten fick aldrig tillträde när hon repeterade eller spelade in olika scener. Ingen fick se henne i arbete, ibland inte ens de andra skådespelarna. År 1932 hade hon huvudrollen i filmen Mata Hari, där hon spelade en mycket förförisk spion under första världskriget. Filmkritikerna klagade på hennes vågade klädsel, som visades på filmaffischerna. År 1932 medverkade hon även i filmen Grand Hotel.
Efter ett bråk med MGM gjorde hon inga filmer under nästan två år. Till slut lyckades de komma överens och ett nytt kontrakt upprättades, vilket gav henne nästan total kontroll över de filmer hon medverkade i. Bland annat utnyttjade hon sin nyvunna kontroll genom att byta ut sin motspelare i filmen Drottning Christina (1934). Bolaget hade tänkt sig att hon skulle spela mot Laurence Olivier, men hon ville hellre spela mot John Gilbert, som egentligen skulle haft en mindre roll i filmen. År 1935 ville David O. Selznick ha med Garbo i filmen Dark Victory, men hon ville hellre ha en roll i Lev Tolstoj-klassikern Anna Karenina. Hon hade 1927 spelat in en stumfilmsversion av denna film, och ville nu göra en ny version av filmen.
År 1936 spelade hon in filmen Kameliadamen där hon enligt samtida filmkritiker gjorde en enastående rolltolkning. Några år senare spelade hon mot Melvyn Douglas i komedifilmen Ninotchka (1939), regisserad av Ernst Lubitsch. Filmen marknadsfördes med frasen Garbo skrattar. Med Tvillingarna (1942) råkade Garbo ut för sitt enda fiasko, vilket bidrog till att hon lämnade Hollywood och flyttade till New York. Trots många övertalningsförsök blev detta hennes sista film.

### Oscar
Garbo nominerades till totalt fyra Oscars för bästa skådespelerska för filmerna Anna Christie (1930), Romantik (1930), Kameliadamen (1936) och Ninotchka (1939). 1955 fick Greta Garbo The Academy’s Honorary Award ("heders-Oscar") med motivering: For her unforgettable screen performances.

### Efter filmkarriären
Garbo slutade sin karriär vid 36 års ålder. Under några år var hon inblandad i olika filmprojekt, varav dock inget blev av. Bland annat skrev hon kontrakt för en film med titeln The Girl from Leningrad. I slutet av 1940-talet gjorde hon några provfilmningar, som länge antagits förlorade, men återfanns flera årtionden senare. När Garbo flyttat till New York levde hon ett liv avskilt från offentligheten. Då hon var ute på stan gömde hon sig alltid bakom huvudsjalett och mörka solglasögon för att inte bli igenkänd. Endast några få fotografer lyckades fånga henne på bild under de sista åren av hennes liv. År 1951 blev hon amerikansk medborgare.
Garbo samlade på konst under sista tiden av sitt liv. När hon dog hade hon en samling värd miljontals dollar.

## Minnesmärken

### Museet
Greta Garbo har tillägnats ett eget museum, vilket ligger i östsmåländska Högsby där hennes mor var född.

### Skog
En skog i Israel är namngiven efter henne genom miljöorganisationen Keren Kajemet.

### Greta Garbostatyn på Greta Garbos torg i Stockholm
Garbo har ett torg i stadsdelen Södermalm i Stockholm uppkallat efter sig. Där står det sedan 2005 även en staty av henne, utformad av Thomas Qvarsebo. Den donerades till Stockholms stad i samband med Garbos 100-årsdag. En annan variant av denna skulptur finns i Filmstaden i Solna.

### Greta Garbostatyn i Lillhärdal
I en skog en dryg mil utanför Lillhärdal invid Stockholmsvägen, placerades 2016 The Statue of Integrity. In memory of Greta Garbo, en betongstaty av Greta Garbo sittande mediterande på en sten invid en öppen myr. Skulpturen gjordes av den islandssvenske skulptören Jón Leifsson i samarbete med Fotografiska och är relativt svårlokaliserad. Greta Garbo hade inget känt att göra med Lillhärdal utan platsen valdes för att den var svåråtkomlig likt Garbo själv.

### Svensk sedel
Ett porträtt av Garbo är motivet på den svenska hundrakronorssedeln som introducerades den 3 oktober 2016.

### Utmärkelser
Greta Garbo utnämndes till kommendör av första klassen av Nordstjärneorden 3 maj 1983. Hon tilldelades Illis quorum i tolfte storleken 1985.

## Filmografi
- 1920 – Herrskapet Stockholm ute på inköp
- 1921 – Konsumtionsföreningen Stockholm med omnejd
- 1921 – En lyckoriddare
- 1922 – Luffar-Petter
- 1924 – Gösta Berlings saga
- 1925 – Den glädjelösa gatan
- 1926 – Virveln
- 1926 – Fresterskan
- 1926 – Åtrå
- 1927 – Anna Karenina
- 1928 – En gudomlig kvinna
- 1928 – Den mystiska kvinnan
- 1928 – Gröna hatten
- 1929 – Vilda orkidéer
- 1929 – En kvinnas moral
- 1929 – Kyssen
- 1930 – Anna Christie (engelskspråkig version)
- 1930 – Romantik
- 1931 – Inspiration
- 1931 – Anna Christie (tyskspråkig version)
- 1931 – Susan Lenox
- 1931 – Mata Hari
- 1932 – Grand Hotel
- 1932 – Som du vill ha mig
- 1933 – Drottning Christina
- 1934 – Den brokiga vävnaden
- 1935 – Anna Karenina
- 1936 – Kameliadamen
- 1937 – Marie Walewska
- 1939 – Ninotchka
- 1941 – Tvillingarna

## Teater

### Roller
| År   | Roll             | Produktion                                              | Regi          | Teater   |
| ---- | ---------------- | ------------------------------------------------------- | ------------- | -------- |
| 1922 | Fru de Ligneray  | Äventyret Gaston Arman de Caillavet och Robert de Flers | Karl Hedberg  | Dramaten |
| 1923 | Fru von Brandt   | Sköldpaddskammen Richard Kessler                        | Karl Hedberg  | Dramaten |
| 1923 | Andra köksan     | Det var en gång Holger Drachmann                        | Gustaf Linden | Dramaten |
| 1923 | Fisher           | Den beundrandsvärde Crichton J. M. Barrie               | Karl Hedberg  | Dramaten |
| 1923 | Fru de Verdières | Äventyret Gaston Arman de Caillavet och Robert de Flers | Karl Hedberg  | Dramaten |
| 1923 | Aktris           | Ett resande teatersällskap August Blanche               | Gustaf Linden | Dramaten |
| 1924 | Bernarda         | Mors rival Jacinto Benavente                            | Gustaf Linden | Dramaten |
| 1924 | Mathilde         | Min vän Teddy André Rivoire och Lucien Besnard          | Karl Hedberg  | Dramaten |
| 1924 | Gäst 7           | Höstens violiner Ilja Surgutsjov                        | Olof Molander | Dramaten |
| 1924 | Skökan           | Den osynlige Pär Lagerkvist                             | Olof Molander | Dramaten |
| 1924 | Mariette         | Knock Jules Romains                                     | Karl Hedberg  | Dramaten |

## Greta Garbos gravvård

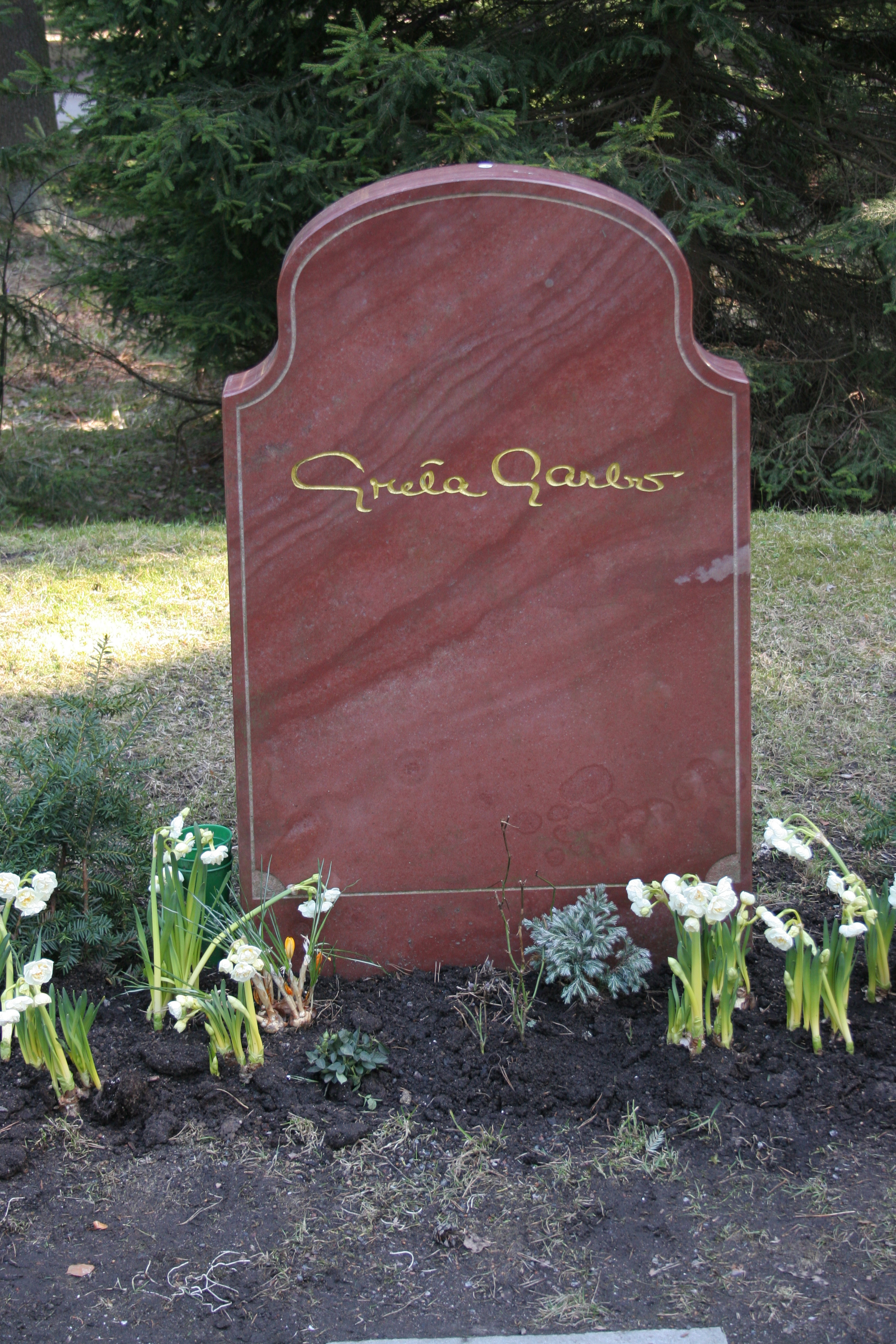
Greta Garbos gravsten på Skogskyrkogården i Stockholm.

Garbo avled den 15 april 1990 på New York Hospital. Efter många och långa tvister kunde hon gravsättas på Skogskyrkogården i Stockholm den 16 juni 1999. Gravstenen saknar datumuppgifter utan är enbart försedd med en stiliserad kopia av hennes namnteckning.